# Markus Neumann
Markus Neumann (* 1975) ist ein deutscher Radio- und Fernsehmoderator, Redakteur und Schauspieler.

## Leben
Markus Neumann absolvierte nach seinem Abitur ein Studium der Rechtswissenschaften an der Technischen Universität Dresden.
Ab 1998 war er als Hörfunk-Nachrichtensprecher bei verschiedenen Radiosendern tätig, darunter Hitradio-Antenne Sachsen, Radio PSR, R.SA und Energy Sachsen. Von 2011 bis 2017 war Neumann für die Sender Radio Brocken und 89.0 RTL Leiter der Nachrichtenredaktion im Funkhaus Halle. Im Jahr 2017 wechselte er zur Nachrichtenredaktion des Mitteldeutschen Rundfunks (MDR). Er ist als Nachrichtensprecher bei MDR aktuell im Hörfunk und in den Fernseh-Kompaktausgaben der Sendung tätig. Zudem ist er für die Sendung MDR um 4 als Außenreporter tätig.
Neumann ist zudem als Schauspieler vor der Kamera tätig. In der ARD-Arztserie In aller Freundschaft spielt er seit April 2009 (Folge 433) eine Nebenrolle als Notarzt und Facharzt für Anästhesiologie Dr. Daniel Lorenz. Er war in dieser Rolle bisher in über 160 Folgen zu sehen (Stand: März 2024). Er ist auch als Synchronsprecher für Fernsehproduktionen und Werbespots aktiv.
Neumann lebt in Leipzig.

## Filmografie
- seit 2009: In aller Freundschaft (Fernsehserie)
- 2013: Polizeiruf 110: Laufsteg in den Tod (TV-Reihe)